# Paradigma da membrana
Na teoria dos buracos negros, o paradigma da membrana é um "toy model" ou "abordagem de engenharia" para a visualização e cálculo dos efeitos previstos pela mecânica quântica para a física do exterior dos buracos negros, sem a utilização dos cálculos ou princípios quânticos. O paradigma da membrana fornece um modelo de buraco negro de superfície emissora de radiação clássica (ou membrana) dentro ou evanescentemente próxima ao horizonte de eventos do buraco negro. Essa abordagem da teoria dos buracos negros foi concebida por Kip S. Thorne, R. H. Price e D. A. Macdonald.
Os resultados do paradigma da membrana costumam ser considerados "seguros".

## Resistência elétrica
Em 1994, Thorne afirmou que essa abordagem do estudo dos buracos negros foi impulsionada pelo raciocínio de Hanni, Ruffini, Wald e Cohen no início dos anos 70, de que uma partícula carregada tragada por um buraco negro deveria ainda "aparecer" para um observador distante como um objeto permanecendo logo fora do raio crítico r=2M, e se sua imagem persiste, suas linhas de campo elétricas deveriam permanecer também, e deveriam apontar para a localização da imagem "congelada" (1994, pp. 406). Se o buraco negro gira, e a imagem da partícula é movida junto com a rotação, as linhas de campo elétricas deveriam girar junto criando efeitos de um "dínamo elétrico" básico (ver: teoria do dínamo).
Cálculos adicionais revelaram propriedades de um buraco negro tais como a aparente resistência elétrica (pp. 408). Como estas propriedades das linhas de campo pareceram ser exibidas logo no horizonte de eventos, e a relatividade geral mantém a premissa de que nenhuma interação dinâmica exterior poderia se estender "através" do horizonte de eventos, considerou-se conveniente a criação de uma superfície no horizonte de eventos à qual essas propriedades poderiam pertencer.

## Radiação de Hawking
Após sua introdução no modelo das características elétricas teóricas do horizonte, a abordagem da "membrana" contribuiu no estabelecimento dos efeitos da radiação Hawking previstos pela mecânica quântica.
No sistema de coordenadas de um observador estacionário distante, a radiação de Hawking tende a ser descrita como um efeito de produção de par de partículas quânticas (envolvendo partículas virtuais), mas para observadores estacionários pairando próximos ao buraco negro, o efeito deve se assemelhar a um efeito de radiação convencional, envolvendo partículas "reais". No paradigma da membrana, o buraco negro é descrito do modo como deveria ser visto sob uma variedade desses observadores não-inertes, suspensos e estacionários, e como suas coordenadas terminam em r=2M (pois um observador não pode de acordo com as leis da relatividade geral pairar no horizonte de eventos ou abaixo), essa radiação similar à convencional é descrita como sendo emitida por um fina camada de material "quente" sobre ou logo acima do raio crítico r=2M, onde este sistema de coordenadas termina.
Como no caso "elétrico", o paradigma da membrana é útil pois estes efeitos deveriam aparecer por toda parte até o horizonte de eventos, mas a sua trevessia do horizonte de eventos não é permitida pela relatividade geral – situá-los sobre uma fina membrana radiativa no horizonte de eventos permite que sejam analisados sob as leis da física clássica sem contradizer explicitamente a previsão da relatividade geral de que a superfície de r=2M é inescapável.
Em 1986, Kip S. Thorne, Richard H. Price e D. A. Macdonald publicaram uma antologia de artigos de vários autores que examinaram esta ideia: "Black Holes: The membrane paradigm".